# Sentier des côtes du pays de Galles
Le sentier des côtes du pays de Galles (en anglais : Wales Coast Path, en gallois Llwybr Arfordir Cymru) est un parcours de randonnée du Pays de Galles, qui débute à Chepstow dans le sud, et arrive à Queensferry au nord du pays, sur une distance de 1 400 km. Il a été inauguré le 5 mai 2012.
Le parcours traverse onze réserves naturelles, entre lesquelles le Sentier Pembrokeshire. Lonely Planet donne comme première réserve la côte du pays de Galles dans son Best in Travel 2012.

## Histoire
Le parcours est choisi par le gouvernement gallois et a été tracé en collaboration avec le Countryside Council for Wales, 16 administrations locales et deux parcs nationaux. Depuis 2007, le gouvernement du Pays de Galles a dépensé environ deux millions de livres sterling par an pour ce projet,. Le parcours est d'à-peu-près 870 milles.
Il est inauguré le 5 mai 2012 et est le premier qui traverse la totalité du pays,,. En novembre 2013, un premier bilan estime à 2,82 millions le nombre de visiteurs ayant parcouru le chemin, et à 32 millions de livres sterling les retombées économiques générées en un an par sa création.

## Autres images

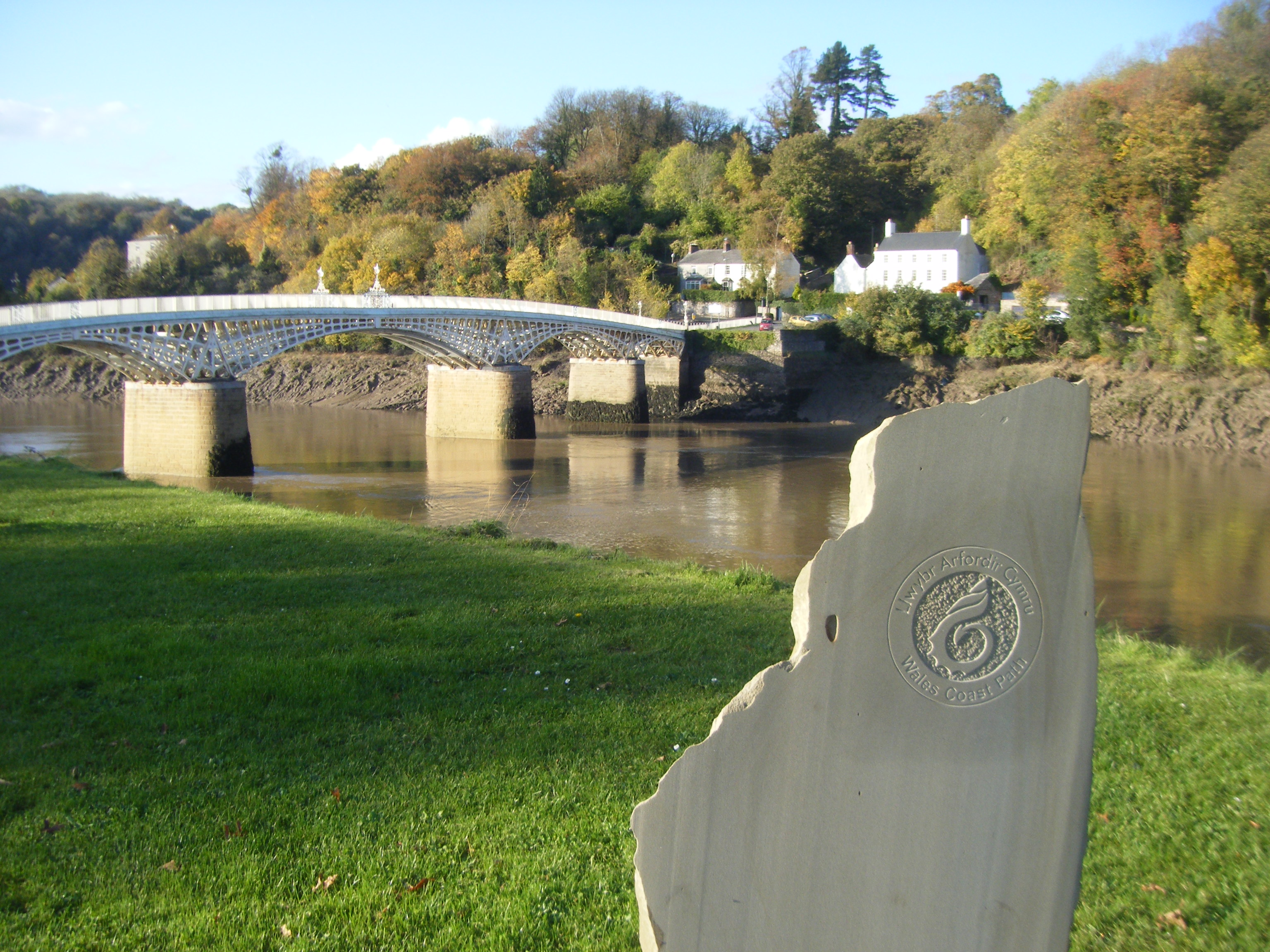
Chepstow, La pierre qui marque l'extrémité sud du Wales Coast Path